# Festival de Teatro de Curitiba
O Festival de Teatro de Curitiba é um festival de teatro realizado anualmente em Curitiba, no Paraná, Brasil. Com produções teatrais nacionais e internacionais, tornou-se referência nas artes cênicas do Brasil, sempre apresentando estreias entre as peças inscritas a cada ano.
Foi idealizado por Leandro Knoplholz e Carlos Eduardo Bittencourt, na época com 18 e 22 anos, e organizado com a ajuda de Cássio Chamecki e Victor Aronis. A primeira edição, em 1992, contou com a participação de grandes nomes do teatro brasileiro, como Fernanda Montenegro,  José Celso Martinez Corrêa, Antunes Filho, Gerald Thomas, Cacá Rosset e Gabriel Vilela.
Um dos prêmios entregue neste festival é o Troféu Gralha Azul como reconhecimento do talento e o estímulo ao trabalho na área para os melhores do teatro curitibano